# 2-溴丁烷
2-溴丁烷（2-Bromobutane）是溴代烷的一種，是 1-溴丁烷的位置异构体，分子式为C4H9Br，是一种带香味的无色液体。2-溴丁烷较1-溴丁烷相对稳定，由1-丁醇制备后者时常有重排的2-溴丁烷副产物。其有毒且易燃，对人体有刺激性，接触能灼伤皮肤和眼睛。

## 制备
2-溴丁烷可以由1-丁烯、2-丁烯或2-丁醇和氢溴酸反应而成。
{\displaystyle \mathrm {C_{4}H_{8}+HBr\longrightarrow C_{4}H_{9}Br} }
{\displaystyle \mathrm {C_{4}H_{9}OH+HBr\longrightarrow C_{4}H_{9}Br+H_{2}O} }

## 性質
2-溴丁烷在常溫下是無色的液體。此外，2號碳（即連著溴原子的碳）上面有四個不同的基團（分別是甲基、乙基、氫原子和溴原子），所以它是手性碳。因此，2-溴丁烷是有手性的，有 (R)-(−)-2-溴丁烷 和(S)-(+)-2-溴丁烷一對對映異構體。

## 用处
2-溴丁烷可以在有机合成里引入仲丁基。